# Hainichblick
Der Hainichblick ist ein Aussichtsturm bei Hütscheroda, einem Ortsteil von Hörselberg-Hainich im Wartburgkreis, der im Nationalpark Hainich in Thüringen steht.
Der am 17. Juni 2011 eröffnete Turm steht auf dem Heidelberg (448,1 m ü. NN) und hat eine Höhe von 20,15 Metern. Er wurde als Holzkonstruktion errichtet und verfügt über eine über den künstlich aufgeschütteten Hügel Generalsblick zugängliche, offene Treppenanlage sowie eine auf 16 Metern Höhe liegende überdachte Aussichtsplattform. Zum Bau wurden 34 Festmeter Holz verarbeitet, es wurden nur einheimische Nutzholzarten verwendet: Lärche, Eiche, Douglasie und Fichte. Auf den Einsatz chemischer Holzschutzmittel wurde verzichtet.
Der Turm steht im westlichen Teil des Nationalparkgeländes am 7 km langen Wildkatzenpfad (Markierung: stilisierte Katze). Der Standort ist auch als Generalshügel bekannt – dabei handelt es sich um ein einige Meter hoch aufgeschüttetes Relikt aus der Zeit des Truppenübungsplatzes Kindel.
Der Aussichtsturm ist eine Landmarke und dient zur Orientierung im südlichen Offengelände des Nationalparks Hainich. Der Turm kann rund um die Uhr ohne Eintritt besichtigt werden.